# Площадь Республики (Буэнос-Айрес)
Площадь Республики (исп. Plaza de la República) — площадь, расположенная на пересечении Авенида 9 июля и Авенида Корриентес в Буэнос-Айресе, Аргентина. На этой площади расположен Обелиск.
В этом месте первоначально находилась церковь Святого Николая в Бари, здесь впервые был поднят флаг Аргентины в городе. Со временем эта площадь была изменена несколько раз, и теперь её размеры значительно меньше, чем в начале своего существования, пересекается[что?] с Авенида Корриентес, с целью облегчить дорожное движение к центру города.

## История
В 1733 Дон-Доминго-де Акассусо построил церковь Святого Николая в Бари на пересечении улицы дель-Соль, которая позже была названа в честь Святого Николая, а затем получила название Авенида Корриентес, на пересечении с улицей Карлос Пеллегрини, которая тогда даже не имела имени. Здание было построено в колониальном стиле, которая не имела колокола, до реформы 1900 года. Церковь Святого Николая в Бари является единственной  колониальной церковью в Буэнос-Айресе.
После постройки церковь находилась в бедном районе недалеко от скотобойни. Грязь из животных,  тошнотворные запахи. В таких условиях провели первые годы монахини - Капуцинки, прибывшие в 1750 году из Чили после долгого и трудного путешествия, и которые жили в церкви Сан-Хуана Баутисты являющейся католическим приходом для тамошних индейцев.

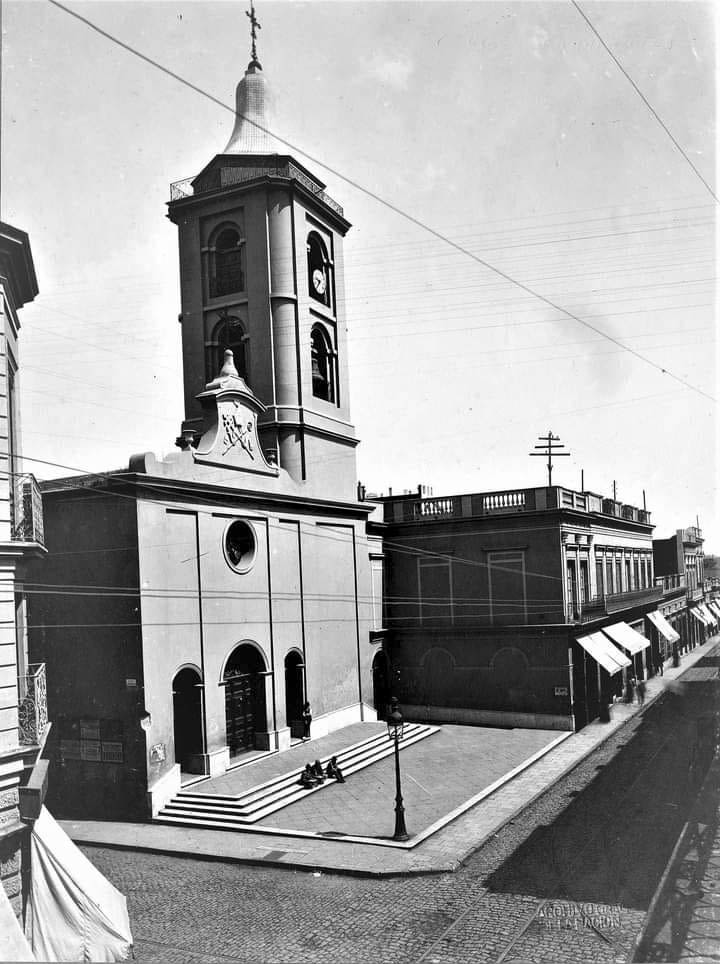
Церковь Iglesia de San Nicolás de Bari в конце XIX века

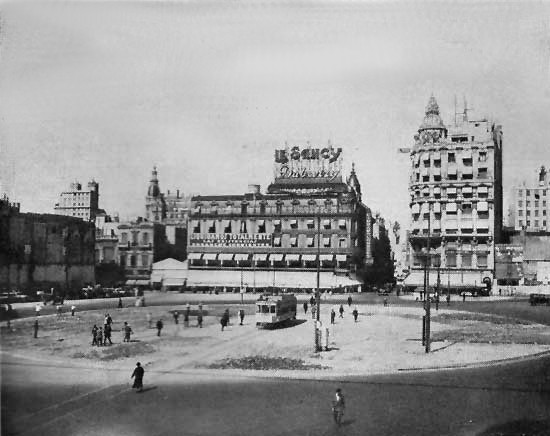
Площадь Республики в 1936. Авенида Корриентес, ещё узкая улица

Пастор этой церкви, Эдуардо О'горман основал приют для детей, которые бродили по улицам и занимались попрошайничеством, позже он получил название "Убежище для сирот". Священник был братом Камиллы О'Горман, которая жила напротив церкви и в 1847 году была в центре скандала вместе Ладислао Гутьерресом, священником из соседней церкви.
В 1936 году было принято решение возобновить давний проект, предложенный в 1890 году мэром города Франциско Сибером, расширить проспект Авенида 9 июля с севера на юг, пересекая центральные улицы между улицами Лима и Черрито и также между улицами Иполито Иригойена и Карлос Пеллегрини, между проспектами Авенида Леандро Н. Алем и Авенида Касерос. Для реализации этой работы, мэр Мариано де Ведиа и президент Бартоломе́ Ми́тре решили снести церковь Сан-Николас. В этой церкви были крещены известные личности, как Мариано Морено, Бартоломе Митре и Мануэль Доррего, помимо того, это место, где впервые был поднят флаг Аргентины в 1812 году.
Первоначально на площади собирались поставить памятник Иполито Иригойену. Но в 1936 году, Ведиа и Митре, поспешно и не спросив мнение жителей города, поручили архитектору Альберто Пребишу начать строительство Обелиска, который, был построен в течение шестидесяти дней; прежде чем жители города смогли сказать своё мнение о памятнике, он уже был построен. Высота памятника составляет 67.50 м и он имеет четыре стороны, по одной на каждую сторону света.
Обелиск сразу же стал центром насмешек и протестов местных жителей, через три года после его строительства городской совет дал распоряжение о его сносе, но мэр наложил вето на это постановление и другие попытки сноса памятника также были неудачными.
Этот квадратный, или прямоугольный памятник, подвергался многочисленным реконструкциям. Это был круглый, овальный, прямоугольный с закругленными концами памятник.
Обелиск был посвящён различным событиям, на которые ссылаются надписи на каждой стороне памятника, одним из которых является то что здесь впервые был поднят национальный флаг в городе в августе 1812 года, в церкви Святого Николая, которая стояла на месте где расположен Обелиск сегодня. В некотором смысле, это расценивается как убийство своего деда и возведение бюста в его честь на месте преступления.